# Đài tưởng niệm các nạn nhân của khủng bố ở Israel

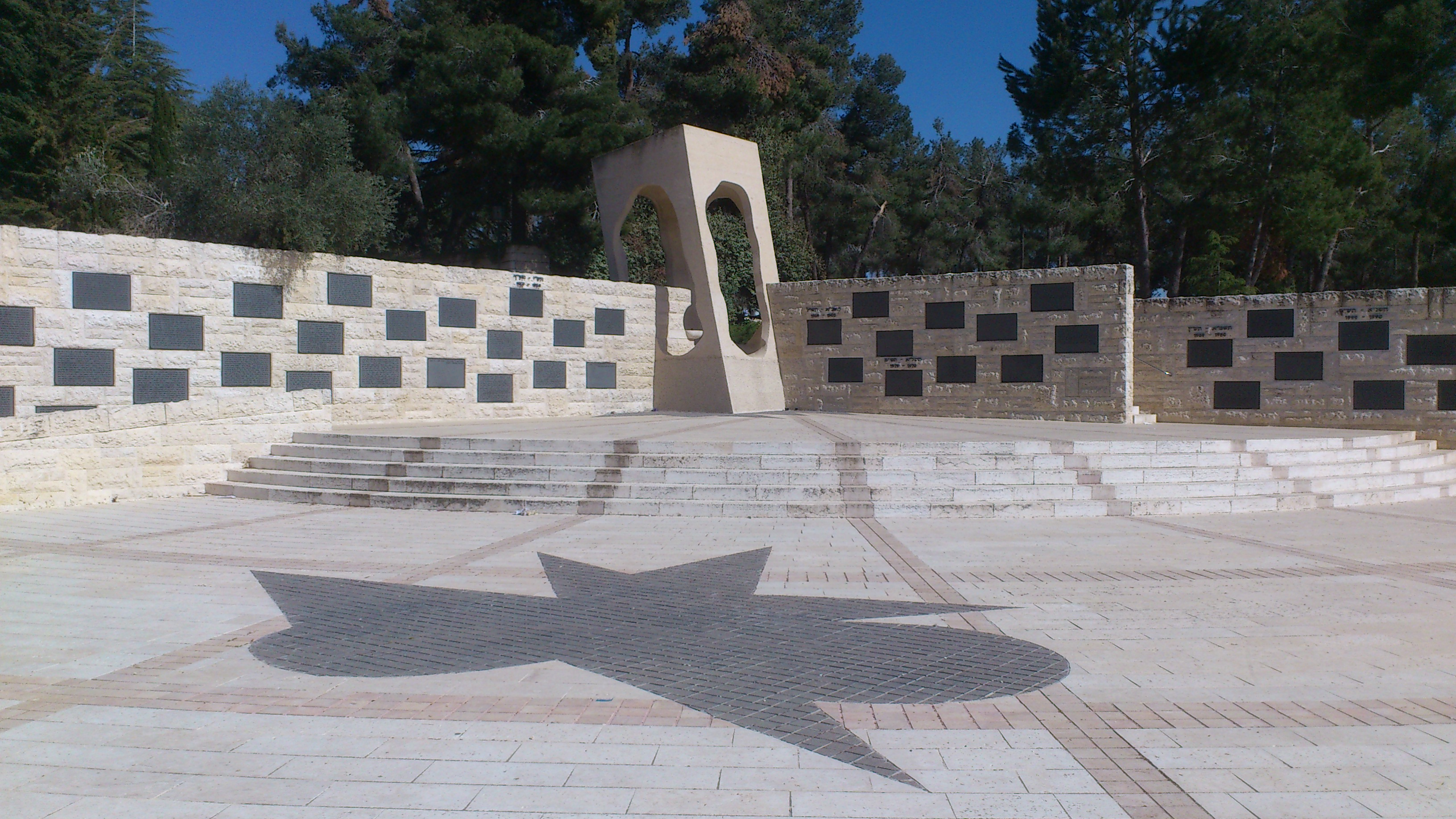

Đài tưởng niệm các nạn nhân của khủng bố ở Israel (Tiếng Hebrew: אנדרטת חללי פעולות האיבה / Andartat Halalei Pe'ulot HaEiva - Tiếng Anh: Victims of Acts of Terror Memorial in Israel) là một đài tưởng niệm các nạn nhân của khủng bố trong Israel từ năm 1851 trở đi. Các đài tưởng niệm nằm ở nghĩa trang dân sự quốc gia của Nhà nước Israel tại núi Herzl trong Jerusalem. Các đài tưởng niệm bao gồm tên của người Do Thái và không phải Do Thái đã bị giết chết trong các hành vi khủng bố.